# Kazimierz Lubomirski (kompozytor)
Kazimierz Anastazy Karol Lubomirski herbu Szreniawa bez Krzyża (ur. 17 lutego 1813 w Czerniejowcach na Pobereżu, zm. 29 czerwca 1871 we Lwowie) – kompozytor, autor wielu popularnych pieśni.

## Życiorys
Dzieciństwo naznaczone miał separacją rodziców. Od dziecka wykazywał talent muzyczny, najpierw uczył się u J. Schmidberga, kapelmistrza pałacowej orkiestry Lubomirskich w Równem, później studiował muzykę w Dreźnie u Dotzauera. Podróżując po Europie, nawiązał liczne kontakty z wybitnymi artystami. W Warszawie przyjaźnił się z młodszym bratem J.I. Kraszewskiego, Kajetanem. Od 1852 do 1858 był wiceprezesem Tow. Wsparcia Podupadłych Artystów Muzyki oraz organizował cotygodniowe koncerty w swoim salonie muzycznym. Po śmierci Józefa Elsnera (1854) przetłumaczył z niemieckiego i przygotował w 1855 r. do druku diariusz Józefa Elsnera z 1. 1839-48, zatytułowany „Sumariusz moich utworów muzycznych”, który fragmentarycznie został wydany w „Ruchu Muzycznym” w 1857 r. (całość dopiero w 1957 r.).
Po 1860 r. osiadł na stałe w swoim majątku w Równem (odziedziczywszy po swym ojcu klucze rówieński i aleksandryjski na Wołyniu). Był m.in. kuratorem miejscowego gimnazjum. Na kilka lat przed śmiercią częściowo sparaliżowany, nie mogąc zajmować się muzyką, tłumaczył literaturę obcą na język ojczysty.

## Twórczość
Skomponował 60 utworów, w tym:
- Około 36 pieśni na głos z fortepianem cieszących się swego czasu dużym uznaniem. Większość pieśni została wydana w Warszawie.

- Instrumentalne, głównie fortepianowe miniatury taneczne.

### Kompozycje

#### Pieśni
- Op.1 – Rozmowa
- Op.2 – Sen
- Op.3: – Pierwiosnek, do sł. Adama Mickiewicza  – 2 Lieder i Romanza:  No. 1. Wünsche der Liebe. Lied des Fürsten zu Lynar.   No. 2.  O sag’ wie ist es gekommen  No. 3. Cari giori (Romanza)
- Op.12 – Zawsze i wszędzie
- Op.13 – romaza La Rosa e la Croce
- Op.14 – Wspomnienia Ostendy: Smutny Rolnik i Barkarola „Na morze”
- Op.15 – Pieśń z wieży, do sł. Adama Mickiewicza
- Op.16 – El sospeto
- Op.17 – W jesieni (Im Herbst)
- Op.18 – Niepewność
- Op.21 – Pochód kozacki
- Op.22 – Gwiazdka
- Op.27 – Seguidilla et Romance
- Op.28 – La Partenza
- Op.33 – 2gi Pochód kozacki
- Op.37 – dumka U nas inaczéj
- Op.38 – Mazurek śpiewany w Cyruliku Sewilskim przez pannę Hollossy
- Op.42 – Nie płacz dziewczę
- Op.47 – Piosnka, Dwie rany
- Op.48 – Le Myosothis, Romance
- Op.49 – La Consolazione, Romance
- Op.52 – Marya
- Op.54 – Ave Maria, dwuśpiew na sopran i tenor z akompaniamentem fortepianu lub organów
- Op.55 – Marzenie
- Op.57 – Uno dei due (Jeden z obu) Sonet włoski z nad brzegu Teterowa
- Op.58 – Dwie dumki „Nigdyż”, „Do gęśli”
- Op.59 – Do Dniepru
- Op.60 – Siwy koń
- Op.61 – Gdyby orłem być

#### Utwory fortepianowe
- Op.9 – 3 Mazurki
- Op.10 – 3 Mazurki
- Op.11 – 3 Mazurki (Dresden: Meser, 1847)
- Op.19 – Odgłos z nad Horynia, 4 Mazurki
- Op.20 – Czwarty stycznia, Mazurek
- Op.23 – Pogadanka (Causerie Polka)
- Op.24 – 3 Marsze
- Op.25 – Catherina-Contredanses
- Op.26 – Stanislaus-Walzer
- Op.29 – Magyar-Polka
- Op.30 – 2 Mazurki
- Op.31 – Theresa-Walzer
- Op.32 – Dolina Szwajcarska, Mazur
- Op.34 – Polka
- Op.35 – Wspomnienie z Radziejowic, Mazur
- Op.36 – Aniela polka
- Op.39 – Mazurek harmonijny
- Op.40 – Wspomnienie chwili w Warszawie, Mazurek harmonijny
- Op.41 – Felix-Polka
- Op.43 – Chwila w Radochowce, Polka
- Op.44 – Glos do brzegu Słuczy. 2 Mazurki harmonijne
- Op.45 – Marynia Polka
- Op.46 – Wspomnienie Warszawy. 2 Mazury: Hej ha!, Hop hop!
- Op.50 – Nawigator-polka

## Rodzina
Syn Fryderyka Lubomirskiego i Franciszki z Załuskich, wnuk Józefa Lubomirskiego (kasztelana kijowskiego). Od 1837 mąż Zeneidy z Hołyńskich (1820-1893) Mieli dzieci: Stanisława Michała (1838-1918) i Marię (1842-1930).